# Эльвисте, Херта Александровна
Хе́рта Алекса́ндровна Э́львисте (эст. Herta Eelmäe; 12 июня 1923 года, Пярну-Яагупи, Эстония — 29 октября 2015) — советская и эстонская актриса театра и кино. Народная артистка Эстонской ССР (1978).

## Биография
В 1940 году окончила балетную студию. В 1940—1950 и 1952—1958 годах — актриса театра «Эндла» в Пярну. С 1958 по 2009 год — актриса театра «Ванемуйне» в Тарту. Дебютировала в роли Маши из «Чайки» Чехова. Последней ролью актрисы на театральной сцене в была бабушка в «Сказках венского леса» (2009).
Элвисте также снялась в таких популярных художественных фильмах, как «Лето» (1976) и «Уважаемая луна!» (1998).
Была женой эстонского актера Лембита Ээльмяэ, их сын, Андрус Ээльмяэ, также стал актером.

## Фильмография
- 1961 — «Парни одной деревни» | Ühe küla mehed — Маали
- 1963 — «Розовая шляпа» | Roosa kübar (короткометражный) — сержант
- 1967 — «Венская почтовая марка» | Viini postmark — Элма Ролль
- 1972 — «Сойти на берег» / Maaletulek
- 1976 — «Лето» / Suvi — мать Тоотса
- 1976 — «Новый нечистый из преисподней» / Põrgupõhja uus Vanapagan (фильм-спектакль) — Юула
- 1979 — «Мужчина и сосновая мутовка» / Mees ja mänd — женщина в автобусе
- 1981 — «Суровое море» / Karge meri — эпизод
- 1992 — «Балтийская любовь» / Baltic Love,The | Balti armastuslood (Эстония) — дежурная
- 1998 — «Уважаемая Луна!» / Kallis harra Q (Эстония) — бабушка Саары и Сигрид
- 2000 — «Козырная любовь после 50 лет» / Armas tuus 50 aastat hiljem (Эстония, короткометражный)
- 2000 — «Любовник» / Armuke (Эстония, короткометражный)

## Награды и звания
- 1970 — Заслуженная артистка Эстонской ССР.
- 1978 — Народная артистка Эстонской ССР.
- 2001 — Орден Белой звезды IV класса.
- 2004 — Национальная премия Эстонии в области культуры.
- 2006 — Почётный знак «Ванемуйне».